# El Pozo de la Higuera
El Pozo de la Higuera es una aldea abandonada y pedanía de Montealegre del Castillo, situada al este de su núcleo urbano, lindando con el término municipal de Almansa. Hasta los años setenta del siglo XX estuvo habitado por una docena de familias y, pese a que algunas casas han sido rehabilitadas, desde entonces se encuentra abandonado.

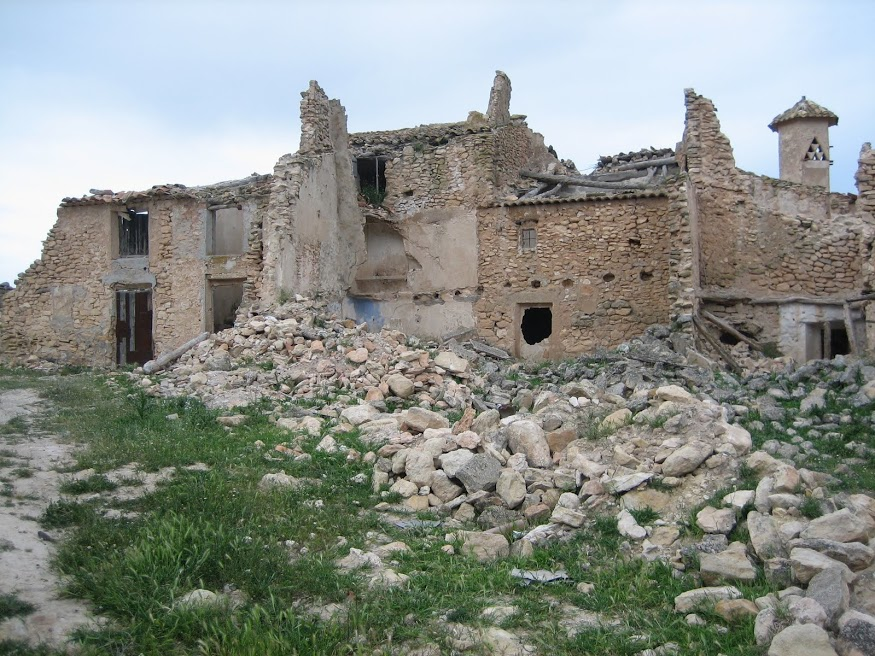
Pozo de la higuera

## Cristo de los Ejércitos o del Pozo de la Higuera
El Cristo del Pozo de la Higuera, Cristo de los Ejércitos o de los Vencidos, es un crucifijo realizado en el siglo XVII, en madera de boj, fue venerado en esta aldea hasta no hace demasiado años, Al "santico", como era cariñosamente denominado, se le hacían oraciones en la "casa de la abuela", donde se situaba en una pequeña hornacina hecha en la pared no siendo extraño sacarlo en rogativa con tal de evitar granizadas, tormentas u otros fenómenos atmosféricos. Se trataría de un cristo de "batalla", una imagen que llevaban los ejércitos y que era utilizada para realizar los servicios religiosos en campaña. Cuenta la leyenda que el Cristo quedó enterrado en la Guerra de Sucesión (siglo XVIII), probablemente durante los acontecimientos de la Batalla de Almansa, y un labrador lo encontró en el siglo XIX llevándolo a la aldea. Durante la guerra civil permaneció escondido en un pajar, librándose de su destrucción. Desde 1957 permanece en el Ayuntamiento de Almansa.
En los últimos años se han alcanzado acuerdos entre el municipio de Almansa y el de Montealegre que han posibilitado el regreso de esta pieza artística con motivo de determinadas fiestas.